# Tragia dodecandra
Tragia dodecandra är en törelväxtart som beskrevs av August Heinrich Rudolf Grisebach. Tragia dodecandra ingår i släktet Tragia och familjen törelväxter. Inga underarter finns listade i Catalogue of Life.